# Noura Ghazi
Pour les articles homonymes, voir Ghazi.
Noura Ghazi (نورة غازي) ou Noura Ghazi al-Safadi ( نورة غازي الصفدي), né le 30 septembre 1981 à Damas, est une avocate et militante pour les droits humains syrienne. Son mari Bassel Khartabil est victime de disparition forcée en 2012 et meurt dans une prison syrienne en 2015,,. Elle est réfugiée et milite pour les familles des disparus.

## Biographie
Le père de Noura Ghazi était syndicaliste. Lorsqu'elle a cinq ans, son père est envoyé en prison par la Cour suprême de la sûreté de l'État, il est victime de disparition forcée pendant 6 ans. Noura Ghazi, qui rend visite à son père en prison lorsqu'elle est enfant, décide de devenir avocate pour défendre les prisonniers politiques et leurs droits. Elle étudie le droit à l'université de Damas, mais elle doit voyager, suivre des séminaires et ateliers organisés par des ONG en Jordanie, afin d'étudier les droits humains, qui ne sont pas enseignés en Syrie. Elle devient avocate à l'âge de 22 ans.
Noura Ghazi rencontre Bassel Khartabil en 2011 lors d'une manifestation, dans le cadre du Printemps arabe. Ils sont fiancés et préparent leur mariage lors de la disparition forcée de celui-ci, en mars 2012.
Menacée de mort, Noura Ghazi s'établit au Liban puis en France.

## Actions
Noura Ghazi se consacre à la lutte contre les arrestations arbitraires et les disparitions forcées, ainsi que pour la défense des droits des prisonniers. Elle se consacre notamment à la défense des détenus d'opinion et détenus politiques. D'après Amnesty International, « Noura est avocate depuis de nombreuses années et se concentre sur les droits de l'homme, la détention et les disparitions. ».
Son fiancé, le militant Bassel Khartabil est arrêté le 15 mars 2012. Ils se marient malgré tout à la prison d'Adra le 7 janvier 2013, en se cachant des gardes, avec l'aide d'un oncle de Noura, avocat.
D'après The Sun, « derrière les barreaux, Noura Ghazi Al Safadi et Bassel Khartabil Safadi ont juré leur amour l'un pour l'autre, promettant de s'aimer mutuellement face au gouvernement syrien qui avait emprisonné Bassel ».
Alors que Bassel est en prison, de 2012 à 2015, Noura écrit un recueil de poésie intitulé Attente. Bassel Khartabil traduit le livre en anglais pendant sa détention.
Amnesty International désigne Noura Ghazi comme l'une des « 8 femmes qui se battent pour les droits ». Selon elle, les victimes de disparition forcée sont privés de l'ensemble de leurs droits fondamentaux.
Noura Ghazi fait partie de l'association Families for Freedom, portée par des femmes et proches de disparus syriens, qui demande des informations sur le sort des détenus et disparus et réclament justice,.
Elle est la directrice de l'organisation No Photo Zone, qui apporte une assistance juridique aux familles de détenus et disparus.
Elle se dédie à l'aide aux familles de disparus, notamment des femmes et enfants de militants politiques dont le sort, emprisonné ou décédé, reste inconnu des familles, victimes également des disparitions et détentions de leurs proches.